# Siegfried Pflegerl
Siegfried Pflegerl (* 1939 in Villach) ist ein österreichischer Jurist. Er war Diplomat und später als Autor zu philosophischen und politischen Themen.

## Leben
Siegfried Pflegerl studierte Rechtswissenschaften in Österreich und war danach als Diplomat tätig. Als Autor befasst er mit Integration und Rassismus sowie mit der Philosophie von Karl Christian Friedrich Krause.

## Werke (Auswahl)
- Gastarbeiter zwischen Integration und Abstoßung. Verlag Jugend und Volk, Wien, München 1977, ISBN 3-8113-7406-1.
- Die Vollendete Kunst Zur Evolution von Kunst und Kunsttheorie. Böhlau Verlag, Wien, Köln 1990, ISBN 3-205-05355-9.
- Ist Antisemitismus heilbar? Zur Bearbeitung einer fatalen Tradition. Verlag Peter Lang, ISBN 3-631-37202-7.
- Die Aufklärung der Aufklärer. Universalistische Ideologie- und Rassismuskritik. Ludwig Boltzmann Institut für Anthropologische Studien in Wien, Peter Lang Verlag, ISBN 3-631-36946-8.
- Kunsterweiterung und Or-Om-Kunst. Wien 2007 (Online-Version)
- Rogelio Vortez (Pseudonym): Poemathik im Roman. Wien 2014 (Online-Version)
- Koy Imsi: Offene Gesänge. Roman 2019 (Online-Version); (Roman als Paperback)
- Gruppe Or-Om (Kunstlabel): Om Der Kulturator. Ein Migrations APP. Or-Om Edition. Wien 2014 (Online-Version)
- Gruppe Or-Om (Kunstlabel): Migrationsatlas Österreich 2017. Or-Om Edition. Wien 2017 (Online-Version)